# Thevenetimyia lotus
Thevenetimyia lotus är en tvåvingeart som först beskrevs av Samuel Wendell Williston  1893.  Thevenetimyia lotus ingår i släktet Thevenetimyia och familjen svävflugor. Inga underarter finns listade i Catalogue of Life.